# سفارت سوئد در مکزیکو سیتی
سفارت سوئد در مکزیکو سیتی (انگلیسی: Embassy of Sweden, Mexico City) یک سفارت در  مکزیک است که در شهر  مکزیکو سیتی قرار دارد.